# Dysdera bottazziae
Dysdera bottazziae este o specie de păianjeni din genul Dysdera, familia Dysderidae, descrisă de Caporiacco, 1951. Conform Catalogue of Life specia Dysdera bottazziae nu are subspecii cunoscute.